# Evans Cheruiyot
Pour les articles homonymes, voir Cheruiyot et Kiprop.
Evans Kiprop Cheruiyot (né le 10 mai 1982 à Kapkoi dans le district de Keiyo) est un athlète kényan, spécialiste des courses de fond.

## Biographie
Depuis 2005, il détient le record des 20 km de Paris en 57 minutes 19 secondes.
En octobre 2007, Evans Cheruiyot se classe 3e du Championnats du monde de course sur route organisé à Udine, en 59 min 05 s. À mars 2012, ce temps fait de lui le huitième meilleur performeur mondial de tous les temps sur semi-marathon.
Fin 2007, pour son premier marathon, Cheruiyot s'impose lors du marathon de Milan. En 2008, il remporte le marathon de Chicago en 2 h 06 min 25 s.
Blessé en 2009, il revient à la compétition l'année suivante en remportant le semi-marathon d'Eldoret, en 1 h 01 min 56 s 9.

### Palmarès
| Date | Compétition                               | Lieu    | Résultat | Épreuve             | Performance     |
| ---- | ----------------------------------------- | ------- | -------- | ------------------- | --------------- |
| 2005 | 20 km de Paris                            | Paris   | 1er      | 20 km               | 57 min 19 s     |
| 2007 | Championnats du monde de course sur route | Udine   | 3e       | Course individuelle | 59 min 05 s     |
| 2007 | Championnats du monde de course sur route | Udine   | 1er      | Par équipes         | 2 h 58 min 54 s |
| 2007 | Marathon de Milan                         | Milan   | 1er      | Marathon            | 2 h 09 min 16 s |
| 2008 | Marathon de Chicago                       | Chicago | 1er      | Marathon            | 2 h 06 min 25 s |
| 2014 | Marathon de Chicago                       | Chicago | 2e       | Marathon            | 2 h 04 min 28 s |

### Records
| Épreuve       | Performance     | Lieu    | Date            |
| ------------- | --------------- | ------- | --------------- |
| 20 km         | 57 min 19 s     | Paris   | 16 octobre 2005 |
| Semi-marathon | 59 min 05 s     | Udine   | 14 octobre 2007 |
| Marathon      | 2 h 04 min 28 s | Chicago | 12 octobre 2014 |